# Nash Edgerton

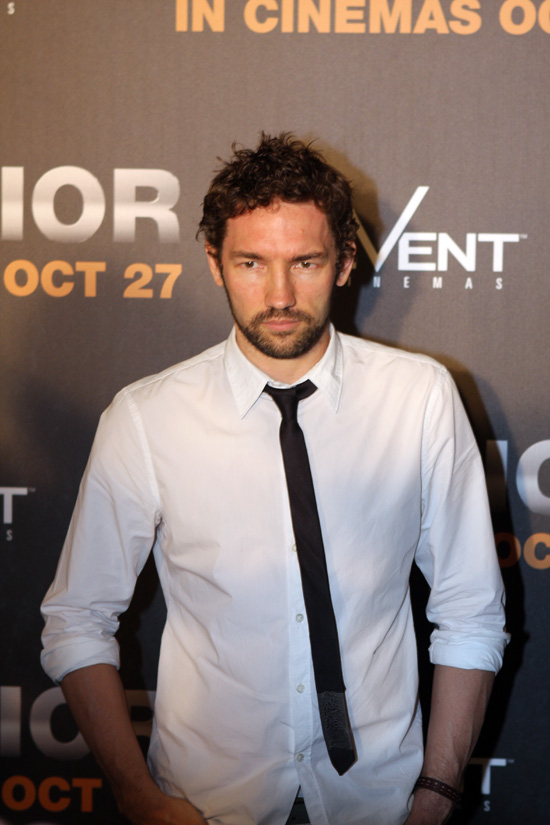
Nash Edgerton (2011)

Nash Edgerton (* 19. Januar 1973) ist ein australischer Stuntman, Schauspieler, Regisseur und Filmproduzent. Er ist der Bruder des Schauspielers Joel Edgerton.

## Leben und Werdegang
Edgerton übernahm mehrfach die Stunts für seinen Bruder Joel und doubelte auch andere Schauspieler wie David Thewlis, Bruce Spence, Richard Roxburgh, Dominic Purcell und Marton Csokas. In den Science-Fiction-Filmen Star Wars: Episode II – Angriff der Klonkrieger (2002) und Star Wars: Episode III – Die Rache der Sith (2005) doubelte er den Schauspieler Ewan McGregor.
Daneben trat er wiederholt als Schauspieler in kleineren Rollen auf und setzte als Regisseur diverse Kurzfilme um, für die er auch oft das Drehbuch schrieb und als Produzent fungierte. Sein Kurzfilm Spider lief 2007 auf dem Sundance Film Festival.
Daneben führte Edgerton bei Musikvideos der Künstler Brandon Flowers, Bob Dylan, Missy Higgins, Ben Lee, Eskimo Joe und Hilltop Hoods Regie.
2008 setzte Edgerton seinen ersten Spielfilm The Square um. Bear, der Nachfolger zum Kurzfilm Spider wurde bei den Internationalen Filmfestspielen von Cannes 2011 und dem Fantasy Filmfest 2012 gezeigt.

## Filmografie (Auswahl)

### Stunts
- 1995: Power Rangers – Der Film (Mighty Morphin Power Rangers: The Movie)
- 1996: Race the Sun – Im Wettlauf mit der Zeit (Race the Sun)
- 1996: DNA – Die Insel des Dr. Moreau (The Island of Dr. Moreau)
- 1998: Dark City
- 1998: Schweinchen Babe in der großen Stadt (Babe: Pig in the City)
- 1998: Der schmale Grat (The Thin Red Line)
- 1999: Matrix (The Matrix)
- 1999: Holy Smoke (Holy Smoke!)
- 2000: Top Secret – Zwei Plappermäuler in Australien (Our Lips Are Sealed)
- 2000: Mission: Impossible II
- 2000: Red Planet
- 2001: Moulin Rouge (Moulin Rouge!)
- 2002: Star Wars: Episode II – Angriff der Klonkrieger (Star Wars: Episode II – Attack of the Clones)
- 2002: The Hard Word
- 2002: Der stille Amerikaner (The Quiet American)
- 2003: Kangaroo Jack
- 2003: Matrix Reloaded (The Matrix Reloaded)
- 2003: Matrix Revolutions (The Matrix Revolutions)
- 2005: Star Wars: Episode III – Die Rache der Sith (Star Wars: Episode III – Revenge of the Sith)
- 2005: Stealth – Unter dem Radar (Stealth)
- 2006: Superman Returns
- 2007: Rogue – Im falschen Revier (Rogue)
- 2010: Hesher – Der Rebell (Hesher)
- 2010: Knight and Day
- 2010: Beginners
- 2011: Ich bin Nummer Vier (I Am Number Four)
- 2012: Wish You Were Here
- 2012: Zero Dark Thirty
- 2013: Der große Gatsby (The Great Gatsby)
- 2013: The Bling Ring
- 2013: Wolverine: Weg des Kriegers (The Wolverine)
- 2013: Felony
- 2014: The Signal
- 2014: The Rover
- 2014: The Equalizer
- 2014: The Code (Fernsehserie, 6 Episoden)
- 2015: Last Days in the Desert
- 2015: Backtrack

### Schauspieler
- 1996: Missbrauchte Kinder (Whipping Boy)
- 1998: Bloodlock
- 2002: The Hard Word
- 2003: Matrix Reloaded (The Matrix Reloaded)
- 2006: Macbeth
- 2012: Zero Dark Thirty
- 2014: The Rover
- 2014: The Equalizer
- 2014: Son of a Gun
- 2015: American Ultra
- 2015: Jane Got a Gun
- 2018: Mr Inbetween

### Regie
- 1996: Loaded (Kurzfilm)
- 1997: Deadline (Kurzfilm)
- 1998: Bloodlock (Kurzfilm)
- 2001: The Pitch (Kurzfilm)
- 2003: Fuel (Kurzfilm)
- 2005: Lucky (Kurzfilm)
- 2005: The IF Thing (Kurzfilm)
- 2007: Spider (Kurzfilm)
- 2008: The Square
- 2011: Bear (Kurzfilm)
- 2013: The Captain (Kurzfilm)
- 2015: Bob Dylan: The Night We Called It a Day (Kurzfilm)
- 2018: Gringo
- 2018: Mr Inbetween (Serie)

### Produktion
- 2024: I Don’t Understand You